# Tyrolean Airways

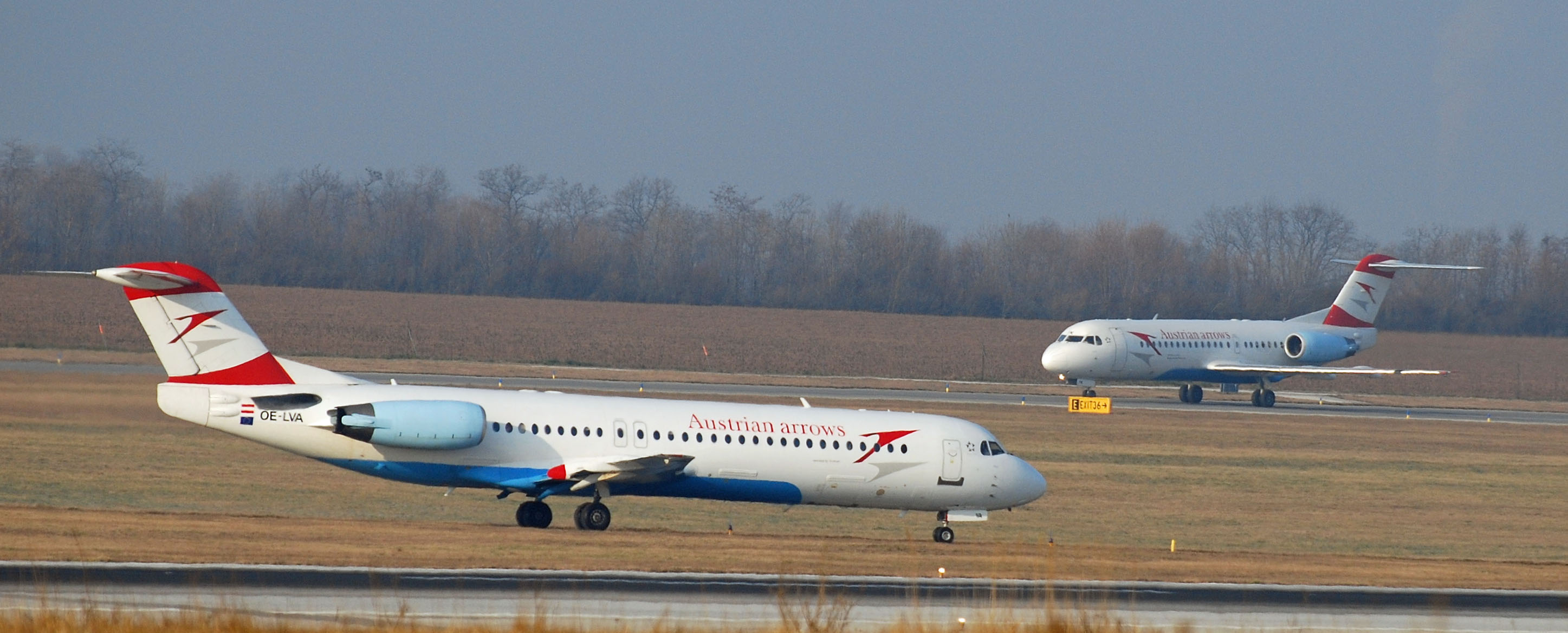
Fokker 100 (ліворуч) і Fokker 70 (праворуч)

Tyrolean Airways (раніше — Austrian Arrows) — назва колишньої регіональної авіакомпанії, підрозділу Austrian Airlines, оператором якої була Tyrolean Airways, що базується в Інсбруку, Австрія. Член Austrian Airlines Group і Star Alliance. Основною базою є аеропорт Інсбрука, хаб — Відень-Швехат.
З 31 березня 2015 Tyrolean Airways повністю злилась з Austrian Airlines і офіційно припинила існування.

## Історія
Авіакомпанія була створена в 1978 під назвою Aircraft Innsbruck, засновниками були Gernot Langes-Swarovski і Christian Schwemberger-Swarovski. Пізніше назва була змінена на Tyrolean Airways, перші регулярні рейси почалися 1 квітня 1980. Авіакомпанія була придбана Austrian Airlines в березні 1998. В 2003 був проведений ребрендинг, і компанія отримала назву Austrian Arrows для того, щоб споживачі могли сприймати зв'язок з материнською компанією, тоді ж була змінена ліврея. Тим не менш, операційне управління авіакомпанією здійснюється з Інсбрука. У компанії працює 1599 співробітників.
З 31 березня 2015 Tyrolean Airways повністю злилась з Austrian Airlines і офіційно припинила існування.

## Призначення
Austrian Arrows обслуговувала шість напрямків у Австрії і 72 за її межами.
Пункти призначення Austrian Arrows:

### Африка

#### Північна Африка
- Лівія
  - Триполі

### Азія

#### Південно-західна Азія
- Іран
  - Тегеран
- Туреччина
  - Анкара (Анкара-Есенбога)
  - Стамбул (Стамбул-Ататюрк)

### Європа

#### Західна Європа
- Австрія
  - Грац
  - Інсбрук
  - Клагенфурт
  - Лінц
  - Зальцбург
  - Відень
- Бельгія
  - Брюссель
- Данія
  - Копенгаген
- Фінляндія
  - Гельсінкі
- Франція
  - Ліон
  - Ніцца
- Німеччина
  - Берлін (Берлін-Тегель)
  - Кельн / Бонн
  - Дрезден
  - Дюссельдорф
  - Франкфурт
  - Гамбург
  - Ганновер
  - Лейпциг
  - Мюнхен
  - Нюрнберг
  - Штутгарт
- Греція
  - Афіни
  - Салоніки
- Італія
  - Болонья
  - Флоренція
  - Мілан
    - (Лінате)
    - (Мальпенса)

  - Неаполь
  - Рим
  - Венеція
- Люксембург
  - Люксембург
- Нідерланди
  - Амстердам (Схіпхол)
- Норвегія
  - Осло
- Іспанія
  - Барселона
- Швеція
  - Гетеборг
  - Стокгольм (Аеропорт Стокгольма-Арланда)
- Швейцарія
  - Базель
  - Женева
  - Санкт-Галлен (Аеропорт Санкт-Галлен-Алтенрейн)
  - Цюрих (Аеропорт Цюриху)
- Велика Британія
  - Лондон, Англія (Хітроу і Лондон-Сіті)

#### Центральна Європа
- Чехія
  - Прага (Міжнародний аеропорт Рузине)
- Угорщина
  - Будапешт (Міжнародний Аеропорт Будапешт-Ферихедь)
- Польща
  - Краків (Міжнародний Аеропорт Краків-Баліце імені Іоанна Павла II)
  - Варшава (Варшавський аеропорт імені Фредеріка Шопена)
- Словаччина
  - Кошиці

#### Східна Європа
- Албанія
  - Тирана (Аеропорт імені Марії Терези)
- Білорусь
  - Мінськ (Міжнародний аеропорт Мінськ)
- Боснія і Герцеговина
  - Сараєво (Міжнародний аеропорт Сараєво)
- Болгарія
  - Бургас
  - Софія
  - Варна
- Хорватія
  - Загреб (Аеропорт Загреба)
  - Спліт
  - Дубровник
- Косово
  - Приштина (Міжнародний аеропорт Приштина)
- Македонія
  - Скоп'є
- Молдавія
  - Кишинів
- Чорногорія
  - Подгориця
- Румунія
  - Бая-Маре
  - Бухарест (Міжнародний аеропорт Анрі Коанда)
  - Ясси (Міжнародний аеропорт Ясси)
  - Сібіу (Міжнародний аеропорт Сібіу)
  - Тімішоара (Міжнародний аеропорт імені Траяна Вуя)
  - Клуж-Напока (Міжнародний аеропорт Клуж-Напока)
- Росія
  - Краснодар
  - Ростов-на-Дону
  - Санкт-Петербург (Пулково)
  - Сочі
- Сербія
  - Белград (Белградський аеропорт імені Миколи Тесли)
- Україна
  - Донецьк
  - Дніпро
  - Харків
  - Київ
  - Львів
  - Одеса

## Інциденти та авіакатастрофи
- Fokker 100, що виконував рейс з Інсбрука в Лідс-Бредфорд, здійснив вимушену посадку після втрати потужності в одному з двигунів. Літак благополучно приземлився, постраждалих не було.[2]

## Флот
Флот :

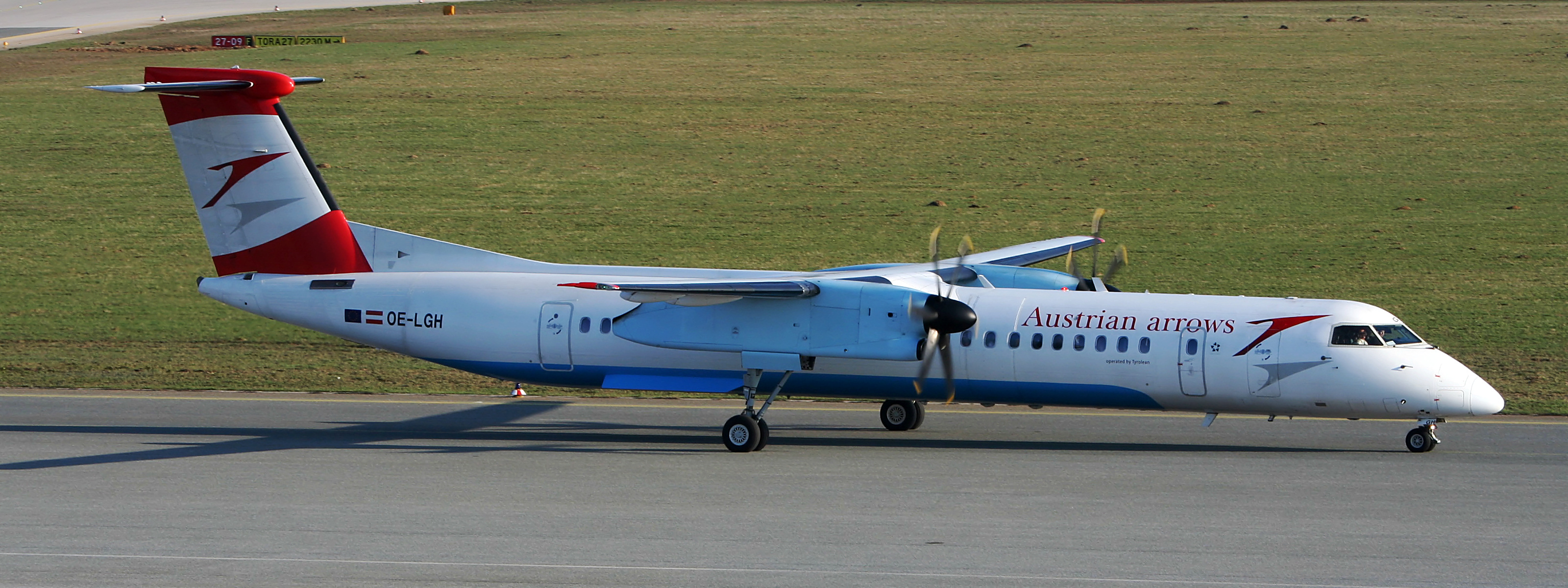
Dash 8 — Q400 в аеропорту Лінца.

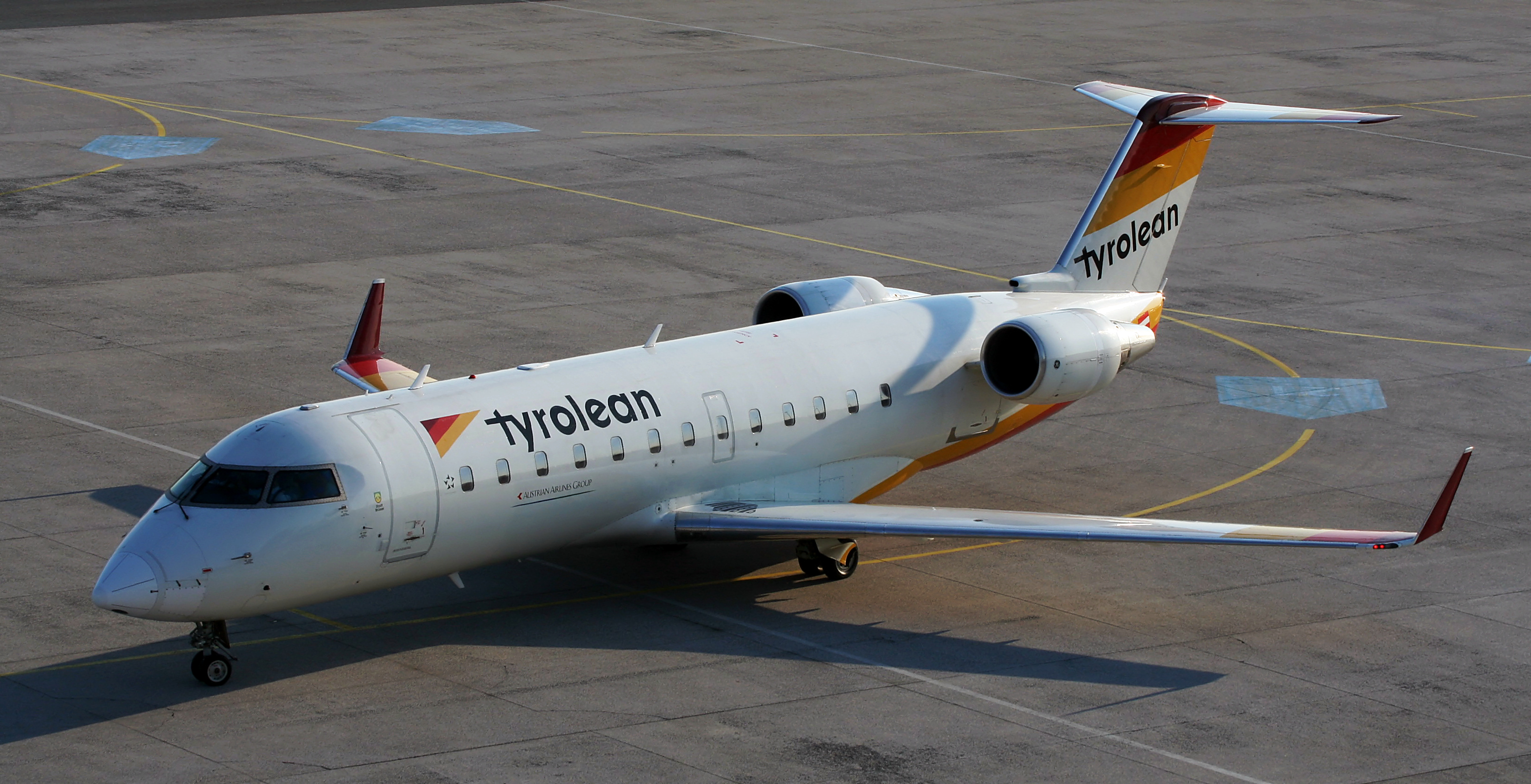
CRJ 200LR в аеропорту Граца.

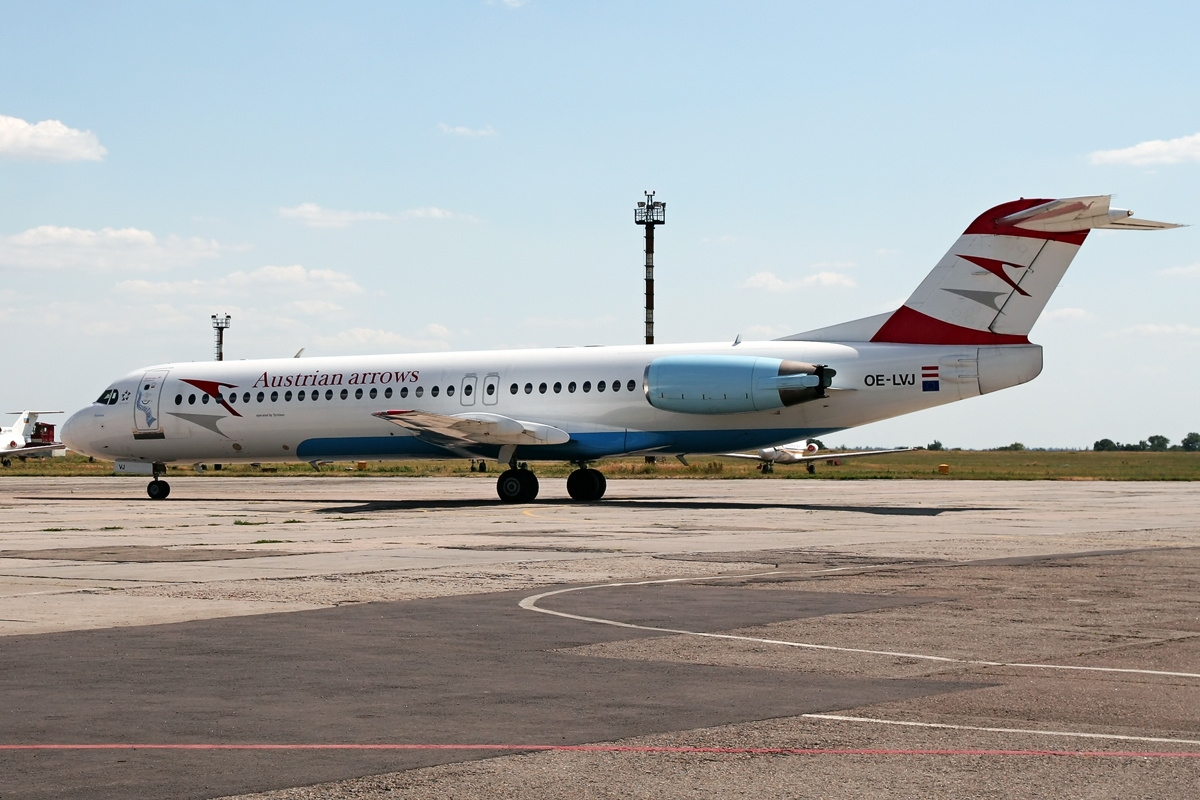
Fokker 100 в аеропорту Дніпро.

Середній вік флоту Austrian Arrows становить 12.9 років (на червень 2010).
У 2011 також використовуються AIRBUS INDUSTRIEs A320-100 / 200